# Boxholms Musikkår
Boxholms Musikkår är en svensk blåsorkester hemmahörande i Boxholm i Östergötlands län. Kåren bildades den 22 januari 1941 och är en av kommunens äldsta kulturföreningar. Sedan 1990‑talet är den även arrangör av den återkommande Boxholms Blåsmusikfestival.

## Historia

### Grundande och första decennierna (1941–1965)
Boxholms Musikkår grundades den 22 januari 1941 av anställda vid Fagerhults Bruks fackförening FCO. Den förste dirigenten var Karl X Andersson som ledde kåren fram till 1966. Under de första åren uppträdde kåren främst vid 1 maj‑tåg, brukets jubileer och midsommarfiranden i Folkets park.

### Expansion under Svante Johansson (1966–1995)
Efter Karl X Anderssons bortgång tog Nils Fristedt (1966–1996) och därefter Svante Johansson (från 1972) över dirigentpinnen. Under 1980‑talet växte kåren till över 60 aktiva musiker.

### Festivalåren (1996– )
Sedan 1996 leds musikkåren av slagverkaren och musikpedagogen Thomas Fristedt. År 1997 arrangerade kåren den första Boxholms Blåsmusikfestival, ett evenemang som sedan dess genomförs vartannat år och lockar ensembler från hela Norden och delar av Centraleuropa. Kåren firade 70‑årsjubileum 2011 med en önskekonsert i Boxholms Folkets hus och 75‑årsjubileum 2016 med en retrospektiv konsert..

## Verksamhet

### Återkommande evenemang
- Boxholms Blåsmusikfestival – vartannat år i augusti.[6]
- Luciafirande i Boxholms kyrka tillsammans med Boxholms luciakommitté sedan 1950‑talet.[7]
- Nationaldagsfirande – marsch från Stora torget till Folkets park den 6 juni.[8]

### Utbildning och rekrytering
Musikkåren samarbetar med Boxholms kulturskola och erbjuder aspirant‑ och juniorverksamhet för blåsinstrument. 2025 hade kåren omkring 40 aktiva medlemmar.

## Dirigenter
| Period    | Dirigent         |
| --------- | ---------------- |
| 1941–1966 | Karl X Andersson |
| 1966–1996 | Nils Fristedt    |
| 1996–     | Thomas Fristedt  |

## Ekonomi och utmärkelser
I december 2020 tilldelades Boxholms Musikkår 24 000 kronor i krisstöd från Statens kulturråd för att kompensera för inställda evenemang under covid‑19‑pandemin.

## Inspelningar
Intervjuer och liveupptagningar med kåren finns deponerade i Svenskt musikhistoriskt arkiv (bandnummer SVA 3517).